# Остров Елены
О́стров Еле́ны — остров в заливе Петра Великого Японского моря, находится приблизительно в 6,5 км к югу от центра Владивостока. С юга омывается водами бухты Новик, с запада — Амурским заливом, с севера и северо-востока — проливом Босфор Восточный, с востока отделён от острова Русский узким каналом. Административно относится к городу Владивостоку.

## История
Остров Елены до строительства в 1898 году судоходного канала между проливом Босфор Восточный и бухтой Новик являлся частью полуострова Сапёрный острова Русский. Своё название, согласно одной из версий, получил в честь дочери владельца кирпичного завода, располагавшегося на острове Русский, однако историки эту версию опровергают. По другой версии, остров был так назван из-за визуального сходства с островом Святой Елены — местом изгнания Наполеона Бонапарта. Канал предназначен для прохода небольших кораблей и судов из бухты Золотой Рог (из пролива Босфор Восточный) в бухту Новик, в обход Амурского залива, который нередко бывает штормовым.
Площадь около 144,8 га, максимальная высота над уровнем моря — 99 м.
С 1880 по 1905 год на острове строились и эксплуатировались объекты Владивостокской крепости, остатки которых имеются там и по сей день. С 1932 по 1985 год на острове располагалась радиотехническая часть, в задачи которой входила добыча разведматериала о противнике. Личный состав части выполнял боевые задачи в конфликте на озере Хасан, военном конфликте на реке Халхин-Гол, советско-финской войне, Великой Отечественной войне, советско-японской войне, Корейской войне. 28 июля 1963 года на воздушном параде в честь празднования Дня Военно-Морского флота произошла катастрофа двух самолётов Ту-16К-10-26, столкнувшихся в облаках над островом Русский. Остатки самолётов упали на остров Елены, в результате аварии погибли 12 человек из состава экипажей самолётов. Кроме того, на месте падения самолётов загорелся и сгорел жилой четырёхквартирный дом. Двое из его жильцов погибли, ещё два получили ожоги. До 1996 года доступ на остров был ограничен. В настоящее время здесь постоянно проживают три человека, летом остров посещают туристы. На острове до сих пор сохранились все дороги, и жители без труда могут по ним передвигаться. В будущем планируется соединить остров мостами с материковой частью города (мыс Эгершельда на полуострове Шкота во Владивостоке) и островом Русский.

## Флора и фауна
Природа острова идентична природе острова Русский. Большая часть территории покрыта лиственным лесом, в котором преобладают дуб, берёза, липа, клён. Из животного мира на острове обитают разные виды птиц, ужи, лисы. Также встречаются одичалые собаки.

## Галерея
- Вид с Эгершельда
- Вид из акватории пролива Босфор Восточный
- Канал Елены, остров Елены слева, справа полуостров Сапёрный